# Alpiner Nor-Am Cup 2017/18
Die Saison 2017/18 des Alpinen Nor-Am Cups begann am 18. November 2017 in Copper Mountain und endete am 18. März 2018 in Kimberley. Bei den Herren und den Damen fanden je 28 Rennen statt.
Die Tabellen zeigen die fünf Bestplatzierten in der Gesamtwertung und in jeder Disziplinwertung sowie die drei besten Fahrer jedes Rennens.

## Herren
| Rang | Name           | Land               | Punkte |
| ---- | -------------- | ------------------ | ------ |
| 1    | River Radamus  | Vereinigte Staaten | 1035   |
| 2    | James Crawford | Kanada             | 1029   |
| 3    | Sam Mulligan   | Kanada             | 0873   |
| 4    | Jeffrey Read   | Kanada             | 0814   |
| 5    | Trevor Philp   | Kanada             | 0729   |

| Rang | Name             | Land               | Punkte |
| ---- | ---------------- | ------------------ | ------ |
| 1    | James Crawford   | Kanada             | 216    |
| 2    | Jeffrey Read     | Kanada             | 191    |
| 3    | Brodie Seger     | Kanada             | 135    |
| 4    | Benjamin Thomsen | Kanada             | 130    |
| 5    | Wiley Maple      | Vereinigte Staaten | 126    |

| Rang | Name           | Land               | Punkte |
| ---- | -------------- | ------------------ | ------ |
| 1    | James Crawford | Kanada             | 373    |
| 2    | Sam Mulligan   | Kanada             | 341    |
| 3    | River Radamus  | Vereinigte Staaten | 249    |
| 4    | Jeffrey Read   | Kanada             | 235    |
| 5    | Brodie Seger   | Kanada             | 222    |

| Rang | Name             | Land                   | Punkte |
| ---- | ---------------- | ---------------------- | ------ |
| 1    | Brian McLaughlin | Vereinigte Staaten     | 496    |
| 2    | Trevor Philp     | Kanada                 | 340    |
| 3    | Tanguy Nef       | Schweiz                | 330    |
| 4    | River Radamus    | Vereinigte Staaten     | 308    |
| 5    | Charlie Raposo   | Vereinigtes Königreich | 284    |

| Rang | Name           | Land               | Punkte |
| ---- | -------------- | ------------------ | ------ |
| 1    | Mark Engel     | Vereinigte Staaten | 320    |
| 2    | River Radamus  | Vereinigte Staaten | 278    |
| 3    | Luke Winters   | Vereinigte Staaten | 254    |
| 4    | David Ketterer | Deutschland        | 250    |
| 5    | Michael Ankeny | Vereinigte Staaten | 246    |

| Rang | Name           | Land               | Punkte |
| ---- | -------------- | ------------------ | ------ |
| 1    | Sam Morse      | Vereinigte Staaten | 178    |
| 2    | James Crawford | Kanada             | 166    |
| 3    | River Radamus  | Vereinigte Staaten | 150    |
| 3    | George Steffey | Vereinigte Staaten | 150    |
| 5    | Sam Mulligan   | Kanada             | 145    |

### Podestplätze
Disziplinen:
- DH = Abfahrt
- SG = Super-G
- GS = Riesenslalom
- SL = Slalom
- KB = Kombination

| Datum      | Ort             | Dis. | 1. Platz                 | 2. Platz                 | 3. Platz                  |
| ---------- | --------------- | ---- | ------------------------ | ------------------------ | ------------------------- |
| 18.11.2017 | Copper Mountain | GS   | Phil Brown (CAN)         | Trevor Philp (CAN)       | Tommy Ford (USA)          |
| 19.11.2017 | Copper Mountain | GS   | Trevor Philp (CAN)       | Tommy Ford (USA)         | Samu Torsti (FIN)         |
| 20.11.2017 | Copper Mountain | SL   | Phil Brown (CAN)         | Trevor Philp (CAN)       | Mark Engel (USA)          |
| 21.11.2017 | Copper Mountain | SL   | Jeffrey Read (CAN)       | Phil Brown (CAN)         | Mark Engel (USA)          |
| 05.12.2017 | Lake Louise     | DH   | Markus Dürager (AUT)     | James Crawford (CAN)     | Daniel Hemetsberger (AUT) |
| 08.12.2017 | Lake Louise     | SG   | Sam Mulligan (CAN)       | Tyler Werry (CAN)        | Daniel Hemetsberger (AUT) |
| 11.12.2017 | Panorama        | SG   | Jeffrey Read (CAN)       | Sam Mulligan (CAN)       | River Radamus (USA)       |
| 11.12.2017 | Panorama        | SG   | River Radamus (USA)      | George Steffey (USA)     | Sam Morse (USA)           |
| 12.12.2017 | Panorama        | KB   | River Radamus (USA)      | Sam Morse (USA)          | George Steffey (USA)      |
| 12.12.2017 | Panorama        | GS   | Brian McLaughlin (USA)   | River Radamus (USA)      | Tanguy Nef (SUI)          |
| 13.12.2017 | Panorama        | GS   | River Radamus (USA)      | Brian McLaughlin (USA)   | Harry Laidlaw (AUS)       |
| 15.12.2017 | Panorama        | SL   | Tanguy Nef (SUI)         | Luke Winters (USA)       | Nolan Kasper (USA)        |
| 16.12.2017 | Panorama        | SL   | Nolan Kasper (USA)       | James Crawford (CAN)     | River Radamus (USA)       |
| 13.02.2018 | Stowe           | GS   | Tanguy Nef (SUI)         | Morgan Megarry (CAN)     | Charlie Raposo (GBR)      |
| 14.02.2018 | Stowe           | GS   | Charlie Raposo (GBR)     | Hig Roberts (USA)        | Jack Gower (GBR)          |
| 15.02.2018 | Stowe           | SL   | Michael Ankeny (USA)     | David Ketterer (GER)     | Hig Roberts (USA)         |
| 16.02.2018 | Stowe           | SL   | Luke Winters (USA)       | Sam Mulligan (CAN)       | Hig Roberts (USA)         |
| 28.02.2018 | Copper Mountain | DH   | James Crawford (CAN)     | Jeffrey Read (CAN)       | Sam Morse (USA)           |
| 01.03.2018 | Copper Mountain | DH   | Jeffrey Read (CAN)       | Wiley Maple (USA)        | Benjamin Thomsen (CAN)    |
| 02.03.2018 | Copper Mountain | SG   | Broderick Thompson (CAN) | Sam Mulligan (CAN)       | James Crawford (CAN)      |
| 03.03.2018 | Copper Mountain | KB   | Sam Mulligan (CAN)       | Sam Morse (USA)          | Broderick Thompson (CAN)  |
| 12.03.2018 | Kimberley       | GS   | Brian McLaughlin (USA)   | Trevor Philp (CAN)       | Tanguy Nef (SUI)          |
| 13.03.2018 | Kimberley       | GS   | Brian McLaughlin (USA)   | Trevor Philp (CAN)       | Tanguy Nef (SUI)          |
| 14.03.2018 | Kimberley       | SL   | Mark Engel (USA)         | Trevor Philp (CAN)       | David Ketterer (GER)      |
| 15.03.2018 | Kimberley       | SL   | Mark Engel (USA)         | Tanguy Nef (SUI)         | David Ketterer (GER)      |
| 16.03.2018 | Kimberley       | SG   | James Crawford (CAN)     | Trevor Philp (CAN)       | Kipling Weisel (USA)      |
| 16.03.2018 | Kimberley       | KB   | James Crawford (CAN)     | Trevor Philp (CAN)       | Kipling Weisel (USA)      |
| 18.03.2018 | Kimberley       | SG   | James Crawford (CAN)     | Broderick Thompson (CAN) | Brodie Seger (CAN)        |

## Damen
| Rang | Name                  | Land               | Punkte |
| ---- | --------------------- | ------------------ | ------ |
| 1    | Roni Remme            | Kanada             | 1174   |
| 2    | Nina O’Brien          | Vereinigte Staaten | 0928   |
| 3    | Mikaela Tommy         | Kanada             | 0919   |
| 4    | Stefanie Fleckenstein | Kanada             | 0845   |
| 5    | Adriana Jelinkova     | Niederlande        | 0836   |

| Rang | Name                  | Land               | Punkte |
| ---- | --------------------- | ------------------ | ------ |
| 1    | Roni Remme            | Kanada             | 280    |
| 2    | Stefanie Fleckenstein | Kanada             | 220    |
| 3    | Maureen Lebel         | Vereinigte Staaten | 160    |
| 4    | A J Hurt              | Vereinigte Staaten | 110    |
| 5    | Abigail Murer         | Vereinigte Staaten | 083    |

| Rang | Name                  | Land               | Punkte |
| ---- | --------------------- | ------------------ | ------ |
| 1    | Roni Remme            | Kanada             | 329    |
| 2    | Nina O’Brien          | Vereinigte Staaten | 316    |
| 3    | Valérie Grenier       | Kanada             | 300    |
| 4    | A J Hurt              | Vereinigte Staaten | 254    |
| 5    | Stefanie Fleckenstein | Kanada             | 196    |

| Rang | Name              | Land               | Punkte |
| ---- | ----------------- | ------------------ | ------ |
| 1    | Mikaela Tommy     | Kanada             | 500    |
| 2    | Adriana Jelinkova | Niederlande        | 375    |
| 3    | A J Hurt          | Vereinigte Staaten | 345    |
| 4    | Foreste Peterson  | Vereinigte Staaten | 232    |
| 5    | Megan McJames     | Vereinigte Staaten | 224    |

| Rang | Name                | Land               | Punkte |
| ---- | ------------------- | ------------------ | ------ |
| 1    | Amelia Smart        | Kanada             | 410    |
| 2    | Lila Lapanja        | Vereinigte Staaten | 357    |
| 3    | Laurence St-Germain | Kanada             | 325    |
| 4    | Paula Moltzan       | Vereinigte Staaten | 312    |
| 5    | Nina O’Brien        | Vereinigte Staaten | 310    |

| Rang | Name                  | Land   | Punkte |
| ---- | --------------------- | ------ | ------ |
| 1    | Valérie Grenier       | Kanada | 200    |
| 2    | Roni Remme            | Kanada | 190    |
| 3    | Mikaela Tommy         | Kanada | 140    |
| 4    | Stefanie Fleckenstein | Kanada | 120    |
| 5    | Keely Cashman         | Kanada | 114    |

### Podestplätze
Disziplinen:
- DH = Abfahrt
- SG = Super-G
- GS = Riesenslalom
- SL = Slalom
- KB = Kombination

| Datum      | Ort                | Dis. | 1. Platz                   | 2. Platz                    | 3. Platz                    |
| ---------- | ------------------ | ---- | -------------------------- | --------------------------- | --------------------------- |
| 18.11.2017 | Loveland           | SL   | Erin Mielzynski (CAN)      | Laurence St-Germain (CAN)   | Leona Popović (CRO)         |
| 19.11.2017 | Loveland           | SL   | Laurence St-Germain (CAN)  | Erin Mielzynski (CAN)       | Leona Popović (CRO)         |
| 20.11.2017 | Copper Mountain    | GS   | Marie-Michèle Gagnon (CAN) | Leona Popović (CRO)         | Mikaela Tommy (CAN)         |
| 21.11.2017 | Copper Mountain    | GS   | A J Hurt (USA)             | Tricia Mangan (USA)         | Mikaela Tommy (CAN)         |
| 05.12.2017 | Lake Louise        | DH   | Roni Remme (CAN)           | Stefanie Fleckenstein (CAN) | Georgia Burgess (CAN)       |
| 08.12.2017 | Lake Louise        | SG   | Roni Remme (CAN)           | Nina O’Brien (USA)          | A J Hurt (USA)              |
| 10.12.2017 | Panorama           | KB   | Roni Remme (CAN)           | Adriana Jelinkova (NED)     | Stefanie Fleckenstein (CAN) |
| 10.12.2017 | Panorama           | SG   | Roni Remme (CAN)           | Adriana Jelinkova (NED)     | Stefanie Fleckenstein (CAN) |
| 11.12.2017 | Panorama           | SG   | A J Hurt (USA)             | Stefanie Fleckenstein (CAN) | Keely Cashman (USA)         |
| 13.12.2017 | Panorama           | SL   | Roni Remme (CAN)           | Resi Stiegler (USA)         | Nina O’Brien (USA)          |
| 14.12.2017 | Panorama           | SL   | Roni Remme (CAN)           | Adriana Jelinkova (NED)     | Amelia Smart (CAN)          |
| 15.12.2017 | Panorama           | GS   | Adriana Jelinkova (NED)    | A J Hurt (USA)              | Foreste Peterson (USA)      |
| 16.12.2017 | Panorama           | GS   | Alice Robinson (NZL)       | Adriana Jelinkova (NED)     | Marina Vilanova (CAN)       |
| 13.02.2018 | Whiteface Mountain | GS   | Mikaela Tommy (CAN)        | Paula Moltzan (USA)         | Marina Vilanova (CAN)       |
| 14.02.2018 | Whiteface Mountain | GS   | Mikaela Tommy (CAN)        | Adriana Jelinkova (NED)     | A J Hurt (USA)              |
| 15.02.2018 | Whiteface Mountain | SL   | Nina O’Brien (USA)         | Amelia Smart (CAN)          | Paula Moltzan (USA)         |
| 16.02.2018 | Whiteface Mountain | SL   | Nina O’Brien (USA)         | Katie Hensien (USA)         | Adriana Jelinkova (NED)     |
| 28.02.2018 | Copper Mountain    | DH   | Maureen Lebel (USA)        | Roni Remme (CAN)            | Stefanie Fleckenstein (CAN) |
| 01.03.2018 | Copper Mountain    | DH   | Roni Remme (CAN)           | Stefanie Fleckenstein (CAN) | Maureen Lebel (USA)         |
| 02.03.2018 | Copper Mountain    | KB   | Valérie Grenier (CAN)      | Mikaela Tommy (CAN)         | Stefanie Fleckenstein (CAN) |
| 03.03.2018 | Copper Mountain    | SG   | Valérie Grenier (CAN)      | Nina O’Brien (USA)          | Maureen Lebel (USA)         |
| 12.03.2018 | Kimberley          | SL   | Laurence St-Germain (CAN)  | Paula Moltzan (USA)         | Amelia Smart (CAN)          |
| 13.03.2018 | Kimberley          | SL   | Paula Moltzan (USA)        | Amelia Smart (CAN)          | Lila Lapanja (USA)          |
| 14.03.2018 | Kimberley          | GS   | Valérie Grenier (CAN)      | Mikaela Tommy (CAN)         | Foreste Peterson (USA)      |
| 16.03.2018 | Kimberley          | GS   | Mikaela Tommy (CAN)        | Candace Crawford (CAN)      | Megan McJames (USA)         |
| 17.03.2018 | Kimberley          | SG   | Valérie Grenier (CAN)      | Alice Merryweather (USA)    | Mikaela Tommy (CAN)         |
| 17.03.2018 | Kimberley          | KB   | Valérie Grenier (CAN)      | Alice Merryweather (USA)    | Mikaela Tommy (CAN)         |
| 18.03.2018 | Kimberley          | SG   | Valérie Grenier (CAN)      | Nina O’Brien (USA)          | Candace Crawford (CAN)      |